# ناحیه عین جاسر
ناحیه عین جاسر (به عربی: دائرة عین جاسر) یک ناحیه در الجزایر است که در استان باتنه واقع شده‌است.